# Thổ Nhĩ Kỳ hóa

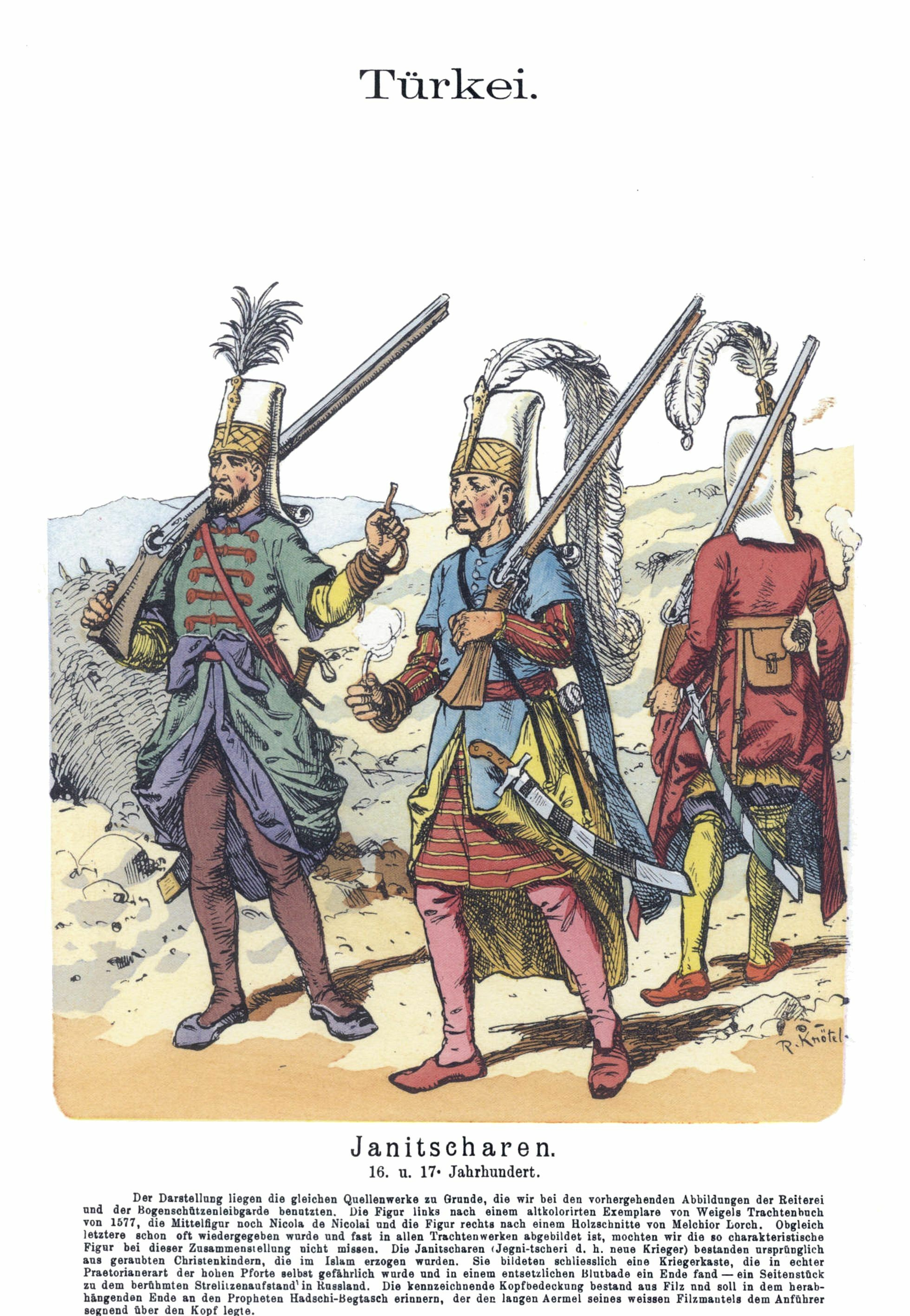
Những người Janissary trong quân đội Ottoman phần lớn có nguồn gốc Cơ đốc giáo

Thổ Nhĩ Kỳ hóa hay Turkification (tiếng Thổ Nhĩ Kỳ: Türkleştirme) mô tả cả sự thay đổi văn hóa và ngôn ngữ, theo đó các nhóm dân cư hoặc quốc gia áp dụng một nền văn hóa Turkic lịch sử, chẳng hạn như ở Đế chế Ottoman, và các chính sách dân tộc chủ nghĩa của Cộng hòa Thổ Nhĩ Kỳ đối với các dân tộc thiểu số ở Thổ Nhĩ Kỳ.
Khi các quốc gia Thổ Nhĩ Kỳ phát triển và lớn mạnh, đã có nhiều trường hợp về sự thay đổi văn hóa này. Một hình thức đầu tiên của quá trình Turkification xảy ra bắt đầu từ thế kỷ 11 vào thời Đế chế Seljuk (1037–1194) trong cộng đồng dân cư địa phương của Anatolia, liên quan đến các cuộc hôn nhân lẫn nhau, chuyển đổi tôn giáo, chuyển đổi ngôn ngữ và các mối quan hệ giữa các dân tộc, ngày nay được phản ánh trong cấu trúc gen của người Thổ Nhĩ Kỳ hiện đại.
Các dân tộc đa dạng bị ảnh hưởng bởi quá trình Thổ Nhĩ Kỳ hóa bao gồm các dân tộc Anatolia, Balkan, Kavkaz, và Trung Đông với các nguồn gốc sắc tộc khác nhau, chẳng hạn như người Albania, Armenia, Assyria, Circassia, Gruzia, Hy Lạp, Do Thái, Romani, Slav, Kurd sống ở Anatolia, cũng như người Laz ở tất cả các vùng của Đế chế Ottoman.